# 白沙街道 (江门市)
白沙街道，是中华人民共和国广东省江门市蓬江区下辖的一个街道办事处。前稱沙仔尾街道辦事處。

## 地理
白沙街道位於蓬江區南部，北与环市街道相连，東與江海区江南街道接壤，西與杜阮镇毗鄰，南与新会会城、江海礼乐交界。

## 历史
明洪武三年，刘、陈两姓先祖来此立村，明洪武十三年定名为“白沙”，理学家陈献章童年时曾在村中仁贤里居住，故陈献章又称陈白沙。之后此地为新會縣歸德都轄地，民国后属新会县第二区，1951年后属江门市管辖，1952年分设羊桥与沙仔尾两个街道办事处，1957年合併，1960年改称沙仔公社，1961年4月与仓后公社合併为西区公社，1963年沙仔尾街道办事处复置，1969年3月改称沙仔尾区革命委员会，1976年11月恢復沙仔尾街道办事处，2006年，改名为白沙街道办事处。
2015年，江门市人民政府批复同意蓬江区调整部分街道行政区划，撤销仓后、堤东、北街街道，将其行政区划（原仓后街道办事处属的五邑大学校园除外，原北街街道办事处属的港口二路－白石大道－甘棠路－发展大道－西江边－港口二路围闭区域除外）并入白沙街道。调整后，白沙街道辖54个社区居委会和3个经联社，总面积22.2平方公里。街道办事处驻原仓后街道办事处驻地（环市一路66号）。

## 行政区划
白沙街道下辖以下地区：
羊桥社区、迦南社区、明文社区、岭梅社区、花园社区、复兴社区、西园社区、华园社区、华东社区、马腾社区、幸福社区、永盛社区、兴盛社区、白沙社区、常安社区、圩顶社区、范罗岗社区、石湾社区、东仓社区、胜利社区、象山社区、东成社区、农林社区、丰乐社区、雅怡社区、美景社区、启华社区、东华社区、凤潮社区、港口社区、江边社区、长塘社区、会龙社区、侧贤社区、盛华社区、江华社区、甘化社区、良化北社区、良化东社区、良化南社区、良化西社区和甘棠社区。